# پرسلنتسی
پرسلنتسی (به بلغاری: Preselentsi) یک منطقهٔ مسکونی در بلغارستان است که در شهرستان جنرال توشوو واقع شده‌است.